# After Blues and Friends
After Blues and Friends – album muzyczny polskiego zespołu After Blues, tworzonego przez gitarzystów Leszka Piłata i Waldemara Baranowskiego.
W sesji nagraniowej uczestniczyli również zaproszeni muzycy: niemiecki gitarzysta Erhard Hirt i perkusista Ulli Duennewald. Nagrań na LP dokonano w grudniu 1988 w Studio Polskiego Radia i Telewizji w Szczecinie. Album został wydany w 1989 r. przez wytwórnię PolJazz.

## Muzycy
- Leszek Piłat – śpiew, gitara basowa, harmonijka
- Waldemar Baranowski – gitary
- Erhard Hirt – gitary
- Ulli Dünnewald – perkusja

## Lista utworów
Strona A
| 1. | "Independent" (L. Piłat – M. Szulc)            | 5:35  |
|    |                                                |       |
| 2. | "Women Often Lie" (Leszek Piłat – Magda Szulc) | 3:45  |
|    |                                                |       |
| 3. | "Blues for Richard" (L. Piłat)                 | 10:45 |
|    |                                                |       |
|    |                                                | 20:05 |
|    |                                                |       |
Strona B
| 1. | "Dedication" (L. Piłat – M. Szulc)                                    | 4:40  |
|    |                                                                       |       |
| 2. | "I Believe You Won't Go" (L. Piłat – M. Szulc)                        | 4:10  |
|    |                                                                       |       |
| 3. | "I Feel the Blues from the Morning" (L.Piłat, W.Baranowski – L.Piłat) | 3:55  |
|    |                                                                       |       |
| 4. | "Look at Me Mum" (L. Piłat – L. Piłat)                                | 3:55  |
|    |                                                                       |       |
| 5. | "Head Up" (L. Piłat, W. Baranowski – L. Piłat)                        | 3:25  |
|    |                                                                       |       |
|    |                                                                       | 20:05 |
|    |                                                                       |       |

## Informacje uzupełniające
- Produkcja – Ludwik Kurek, Jerzy Byk
- Aranżacje utworów – Erhard Hirt, Leszek Piłat
- Reżyser nagrania – Przemysław Kućko
- Operator dźwięku – Dariusz Kabaciński
- Projekt graficzny okładki – Maciej Buszewicz, Lech Majewski
- Łączny czas nagrań – 40:10